# Hopsteltmot
De hopsteltmot (Caloptilia fidella) is een vlinder uit de familie mineermotten (Gracillariidae). De wetenschappelijke naam is voor het eerst geldig gepubliceerd in 1853 door Reutti.
De soort komt voor in Europa.